# Disney Dreamlight Valley
Disney Dreamlight Valley ist eine von Gameloft entwickelte und veröffentlichte Lebenssimulation, in der der Spieler in eine Welt von Disney und deren Charaktere schlüpft.
Das Spiel wurde am 6. September 2022 im Early Access für Nintendo Switch, PlayStation 4, PlayStation 5, Microsoft Windows, Xbox One und Xbox Series X/S veröffentlicht, während die macOS-Version seit dem 6. Dezember 2022 gleichzeitig mit dem zweiten Inhaltsupdate des Spiels gespielt werden kann. Derzeit muss man noch einen Beitrag zahlen, um das Spiel im Early Access zu spielen.

## Spielprinzip
Disney Dreamlight Valley findet in „Dreamlight Valley“ statt, einem magischen Tal mit verschiedenen Biomen, die von Disney- und Pixar-Charakteren bevölkert werden. Das Spiel bietet ein nichtlineares Gameplay, welches sehr an Nintendos Animal-Crossing-Spiele erinnert. Das Tal wird basierend auf der eingestellten Zeit der Konsole oder dem Computer des Spielers mit der Echtzeit synchronisiert.
Der Spieler kann das Tal erkunden, um Materialien zu sammeln und seine Magie nutzen, um die „Nachtdornen“ zu entfernen, unerwünschte Pflanzen mit dunkler Magie, die im ganzen Tal wachsen. Lebensmittel können an einem Herd, einem Ofen oder einem Lagerfeuer zu verschiedenen Mahlzeiten gekocht werden, während andere Materialien an einer Werkbank zu Items oder Möbeln verarbeitet werden können. Der Spieler kann Gerichte oder zum Kochen verwendbare Materialien essen, um Energie aufzufüllen, die erforderlich ist, um magische Werkzeuge wie eine Spitzhacke, eine Schaufel, eine Angelrute und eine Gießkanne zu verwenden. Mahlzeiten können größere Mengen an Energie auffüllen als im Tal angebaute, geerntete oder gekaufte Lebensmittel und können den Spieler „gut satt“ machen, was ihm einen Schub für die Bewegungsgeschwindigkeit verleiht. Möbel und bestimmte Objekte können im Tal oder im Haus des Spielers platziert und neu angeordnet werden, ebenfalls kann er auch Gebäude im Tal nach Belieben verschieben und drehen. Der Spieler kann sein Outfit und sein Aussehen jederzeit ändern, die Kleidung kann vom Spieler mit einer Kleidungsdesigneroption namens „Ein Hauch von Magie“ weiter angepasst werden. Anders als in den Animal-Crossing-Spielen nehmen die Werkzeuge, Kleidung und Möbel des Spielers keinen Platz in seinem Inventar ein. Werkzeuge werden mit einem Optionsrad ausgewählt, während der Inventarbildschirm separate „Garderobe“- und „Möbel“-Optionen für Kleidung bzw. Möbel enthält.
Der Spieler kann während des Spiels eine Währung namens „Sternenmünzen“ verdienen, normalerweise indem er die meisten Gegenstände in seinem Inventar an verschiedenen Ständen, die Goofy im ganzen Tal betreibt, verkauft. Sternenmünzen können für Feldfrüchte und Samen ausgegeben werden, die Goofy an seinen Ständen verkauft, Materialien, die Kristoff an seinem Stand verkauft, bestimmte Lebensmittel, die nur in Remy's Restaurant erhältlich sind oder für Kleidung und Möbel, die Dagobert Duck in seinem Laden verkauft. Sie können auch für neue Gebäude oder Gebäude-Upgrades ausgegeben werden, die zusätzliche Vorteile bieten, wie z. B. mehr Gegenstände an Goofys Ständen, mehr Platz im Haus des Spielers oder auf verstreuten Brunnen im ganzen Tal, die es dem Spieler ermöglicht, schnell zu verschiedenen Biomen zu reisen. Der Spieler kann mit den Dorfbewohnern, einschließlich Helden und Schurken, interagieren und sich mit ihnen anfreunden. Der Spieler kann mit diesem Dorfbewohner eine „Freundschaft“ aufbauen, indem er täglich mit ihm diskutiert, ihm Geschenke macht, Quests abschließt, die er dem Spieler zuweist, und (mit Ausnahme von Charakteren, die nur in den Gewässern des Tals schwimmen können) mit ihm abhängt und Aktivitäten wie Gartenarbeit, Bergbau, Graben, Ernten und Fischen. Das Erhöhen einer Freundschaftsstufe (bis zu Stufe zehn) mit einem Dorfbewohner bringt dem Spieler Belohnungen, darunter Sternenmünzen, exklusive Möbel, Kleidung und exklusive Motive für „Ein Hauch von Magie“, sowie mehr Materialien durch das Abhängen mit ihnen.

## Handlung
Der Spieler entscheidet sich dazu, einige Zeit weg von der Hektik der Stadt zu verbringen und den Spielplatz im Hinterhof seines alten Zuhauses zu besuchen, den er früher, als er jünger war, so gerne hatte. Er lässt seinen Rucksack am Brunnen stehen, legt sich auf eine Picknickdecke und schläft ein, während er sich zu erinnern beginnt und in eine Traumwelt eintritt.
Beim Erwachen im titelgebenden Dreamlight Valley trifft der Spieler auf Merlin, der erklärt, dass Dreamlight Valley früher voller Disney- und Pixar-Charaktere war, die friedlich und harmonisch nebeneinander lebten, aber das änderte sich alles mit dem Verschwinden ihres geliebten Herrschers. An diesem Punkt begannen Nachtdornen im Tal zu wachsen, was „Zum Vergessen“ führte, bei dem viele Charaktere zum Schutz in ihre Heimatreiche flohen. Einige blieben, aber die Nachtdornen führten dazu, dass diese ihre Erinnerungen verloren und das Tal verfiel in Dunkelheit. Der Spieler beschließt, beim Wiederaufbau des Tals zu helfen und die Nachtdornen loszuwerden.
Zu Beginn kann der Spieler seine eigene Magie, bekannt als „Dreamlight“, verwenden, um die riesigen Nachtdornen zu beseitigen, die den Zugang zu dem Haus blockieren, das in der Realität wie sein eigenes aussieht. Nachdem der Spieler und Merlin eine in den Nachtdornen versteckte Erinnerung wiedergefunden haben, beschließen sie, das Schloss zu untersuchen, nur um festzustellen, dass der Eingang von riesigen Nachtdornen blockiert ist. Nachdem sie einige Aktivitäten rund um das Dorf durchgeführt, die königlichen Werkzeuge geborgen und einige der anderen Dorfbewohner getroffen haben, die geblieben sind, darunter Micky Maus, Dagobert Duck und Goofy, kann der Spieler die riesigen Nachtdornen beseitigen und wieder Zugang zum Schloss erlangen. Im Inneren findet er Türen zu verschiedenen Reichen, in die die anderen Dorfbewohner geflohen waren, als „Zum Vergessen“ kam. Aber sie wurden alle von Nachtdornen versiegelt. Der Spieler muss mehr Dreamlight sammeln, um die Türen zu den Reichen zu öffnen, den Charakteren im Inneren bei ihren Problemen zu helfen und sie, sobald sie fertig sind, in das Dreamlight Valley zurückbringen zu können, um bei dem Wiederaufbau zu helfen. Unterwegs hilft er Dagobert und Goofy bei der Wiedereröffnung ihrer Geschäfte, hilft Remy, sein Restaurant wieder zu eröffnen. Dieses bietet ebenfalls Unterkünfte für viele der Charaktere, die durch Dagoberts persönliche Firma nach Dreamlight Valley zurückkehren. Der Spieler erschließt auch andere Regionen des Tals, die von riesigen Nachtdornen blockiert werden, was weitere Erkundungen ermöglicht, andere Charaktere trifft, die im Tal geblieben sind, und ihnen ebenfalls hilft.

## Rezeption
Laut Der Standard wäre das Spiel aufgrund seiner Monetarisierungsstruktur nicht für Kinder geeignet und vergleicht es mit Stardew Valley.
Gamecontrast bemängelt, dass das Spiel nur wenige Stunden fesseln kann, da es zu lange dauern würde, neue Bereiche freizuschalten und daher Frust auftreten könne.
Gaminggadgets vergleicht es mit Animal Crossing und weist auf ein gewisses Suchtpotenzial hin, bestätigt damit aber auch den Spaß des Spiels.
Alle drei weisen darauf hin, dass das Spiel im Early Access ist und damit sich jederzeit viel ändern kann.